# Винний Майдан
Винний Майдан (рос. Винный Майдан) — присілок в Дальнеконстантиновському районі Нижньогородської області Російської Федерації.
Населення становить 48 осіб. Входить до складу муніципального утворення Богоявленська сільрада.

## Історія
Від 2009 року входить до складу муніципального утворення Богоявленська сільрада.

## Населення
| 2002 | 2010 |
| ---- | ---- |
| 86   | ↘48  |